# Calvaire de Biron
Le calvaire de Biron est un calvaire située à Biron, dans le département français de la Charente-Maritime en région Nouvelle-Aquitaine.

## Historique
Le calvaire est inscrit au titre des monuments historiques par arrêté de 1949.